# أرام رامازيان
أرام رامازيان (مواليد 6 ديسمبر 1978) هو ملاكم أرميني، مثّل بلاده في الألعاب الأولمبية الصيفية 2000.

## وصلات خارجية
أرام رامازيان على موقع بوكس ريك (الإنجليزية) (registration required)
- أرام رامازيان على موقع أوليمبيديا (الإنجليزية)